# Parapsyra nigrovittata
Parapsyra nigrovittata är en insektsart som beskrevs av Wei Ying Hsia och Honglei Liu 1993. Parapsyra nigrovittata ingår i släktet Parapsyra och familjen vårtbitare. Inga underarter finns listade i Catalogue of Life.